# Апельсинова олія

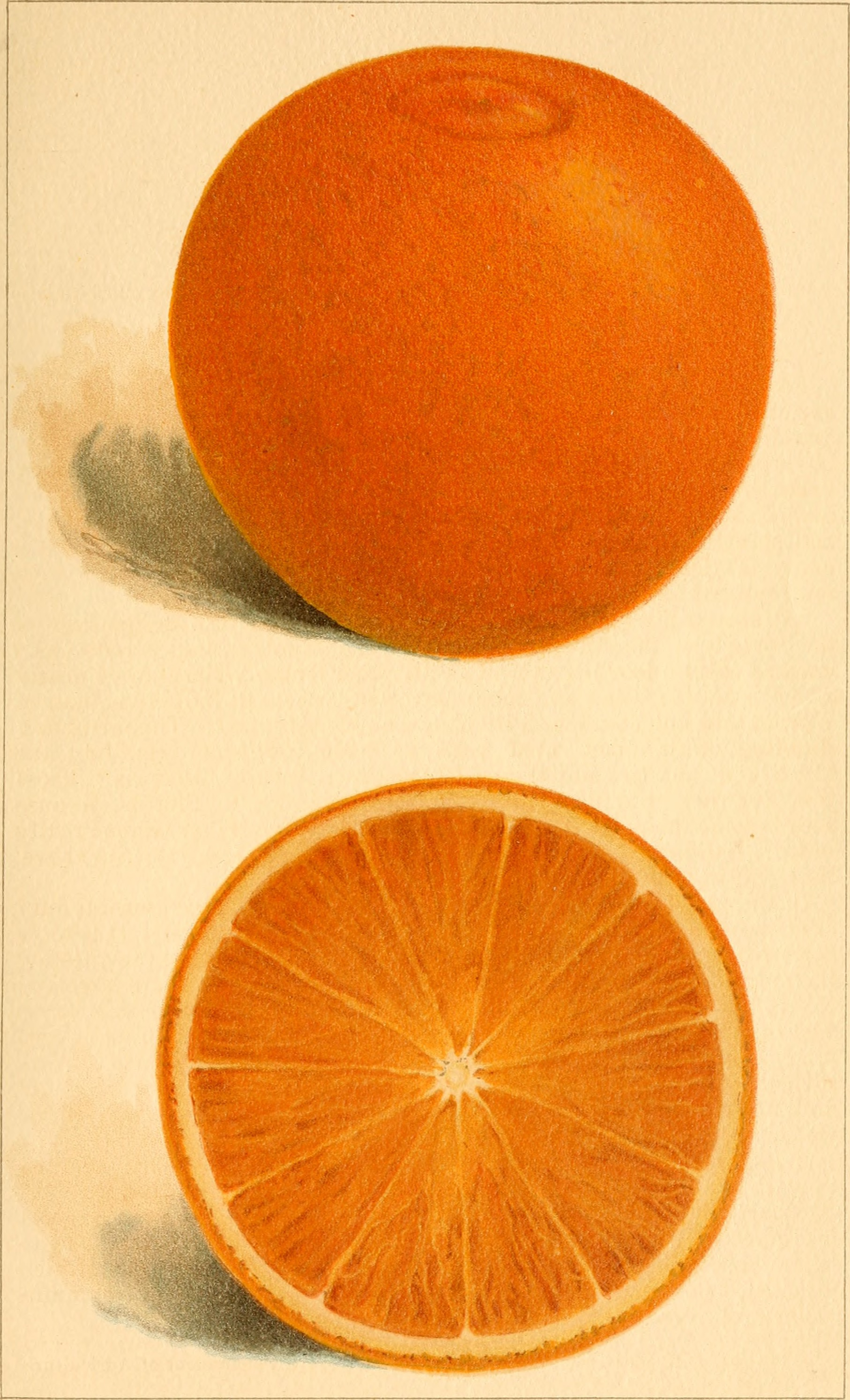
Плід апельсину

Апельсинова олія — ефірна олія, яку отримують шляхом пресування (без нагрівання) шкірок і плодів апельсина. При охолодженні мутніє.
Олія має асептичну дію, допомагає під час запалення та кровотечі ясен, пародонтозу, допомагає в разі безсоння, підвищеної збудливості, депресії, стресу, тривозі, знижує тиск, підвищує концентрацію уваги, очищує кров, нормалізує роботу кишки, вуглеводно-жировий обмін, запобігає появі каменів у жовчному міхурі, сприяє усуненню целюліту.
Входить до складу безалкогольного напою Pepsi. Використовується в парфумерних композиціях, як ароматизатор мила, косметичних виробів.